# Вивиан Рединг
Вивиан Рединг (р. 27 април 1951 г. в Еш сюр Алзет) е люксембургски политик от Християнската социална народна партия и понастоящем заместник-председател на Европейската комисия с ресор правосъдие, основни права и гражданство.
Преди да започне журналистическа кариера в популярния люксембургски вестник Luxemburger Wort, Рединг защитава докторат по хуманитарни науки в Сорбоната. От 1986 до 1998 г. е председател на люксембургския Съюз на журналистите. Като представител на Европейската народна партия (ЕНП) Рединг е комисар по въпросите на правосъдието от 27 ноември 2009 г.
Разведена е, с 3 деца.